# Елізабеттаун (Пенсільванія)
Елізабеттаун (англ. Elizabethtown) — місто (англ. borough) в США, в окрузі Ланкастер штату Пенсільванія. Населення — 11 639 осіб (2020).

## Географія
Елізабеттаун розташований за координатами 40°9′12″ пн. ш. 76°35′55″ зх. д. / 40.15333° пн. ш. 76.59861° зх. д. (40.153284, -76.598652).  За даними Бюро перепису населення США в 2010 році місто мало площу 6,89 км², з яких 6,84 км² — суходіл та 0,04 км² — водойми.

## Демографія
Згідно з переписом 2010 року, у селищі мешкало 11 545 осіб у 4279 домогосподарствах у складі 2656 родин. Густота населення становила 1677 осіб/км².  Було 4521 помешкання (657/км²).
Расовий склад населення:
| - 94,8 % — білих - 1,2 % — чорних або афроамериканців - 1,1 % — азіатів - 0,2 % — корінних американців - 0,1 % — вихідців з тихоокеанських островів - 1,1 % — осіб інших рас |

До двох чи більше рас належало 1,4 %. Частка іспаномовних становила 3,3 % від усіх жителів.
За віковим діапазоном населення розподілялося таким чином: 19,6 % — особи молодші 18 років, 68,0 % — особи у віці 18—64 років, 12,4 % — особи у віці 65 років та старші. Медіана віку мешканця становила 32,3 року. На 100 осіб жіночої статі у селищі припадало 87,1 чоловіків;  на 100 жінок у віці від 18 років та старших — 82,9 чоловіків також старших 18 років.
Середній дохід на одне домашнє господарство  становив 63 155 доларів США (медіана — 51 986), а середній дохід на одну сім'ю — 73 941 долар (медіана — 66 114). Медіана доходів становила 50 493 долари для чоловіків та 36 950 доларів для жінок. За межею бідності перебувало 10,8 % осіб, у тому числі 11,8 % дітей у віці до 18 років та 7,3 % осіб у віці 65 років та старших.
Цивільне працевлаштоване населення становило 5915 осіб. Основні галузі зайнятості: освіта, охорона здоров'я та соціальна допомога — 37,6 %, виробництво — 10,7 %, мистецтво, розваги та відпочинок — 10,1 %.